# بازدید از یک موزه
بازدید از یک موزه (روسی: Посетитель музея) یک فیلم در ژانر علمی تخیلی به کارگردانی کونستانتین لوپوشانسکی است که در سال ۱۹۸۹ منتشر شد. از بازیگران آن می‌توان به ویکتور میخایلوف اشاره کرد.
این فیلم در شانزدهمین دوره جشنواره فیلم مسکو در سال ۱۹۸۹ شرکت کرده‌است.